# Reull Vallis
Reull Vallis é um vale em Marte aparentemente cravado pela ação da água. Ele flui na direção sudoeste, tendo sua desembocadura em Hellas Planitia. O nome deste vale vem da palavra "planeta", em gaélico.

## Galeria

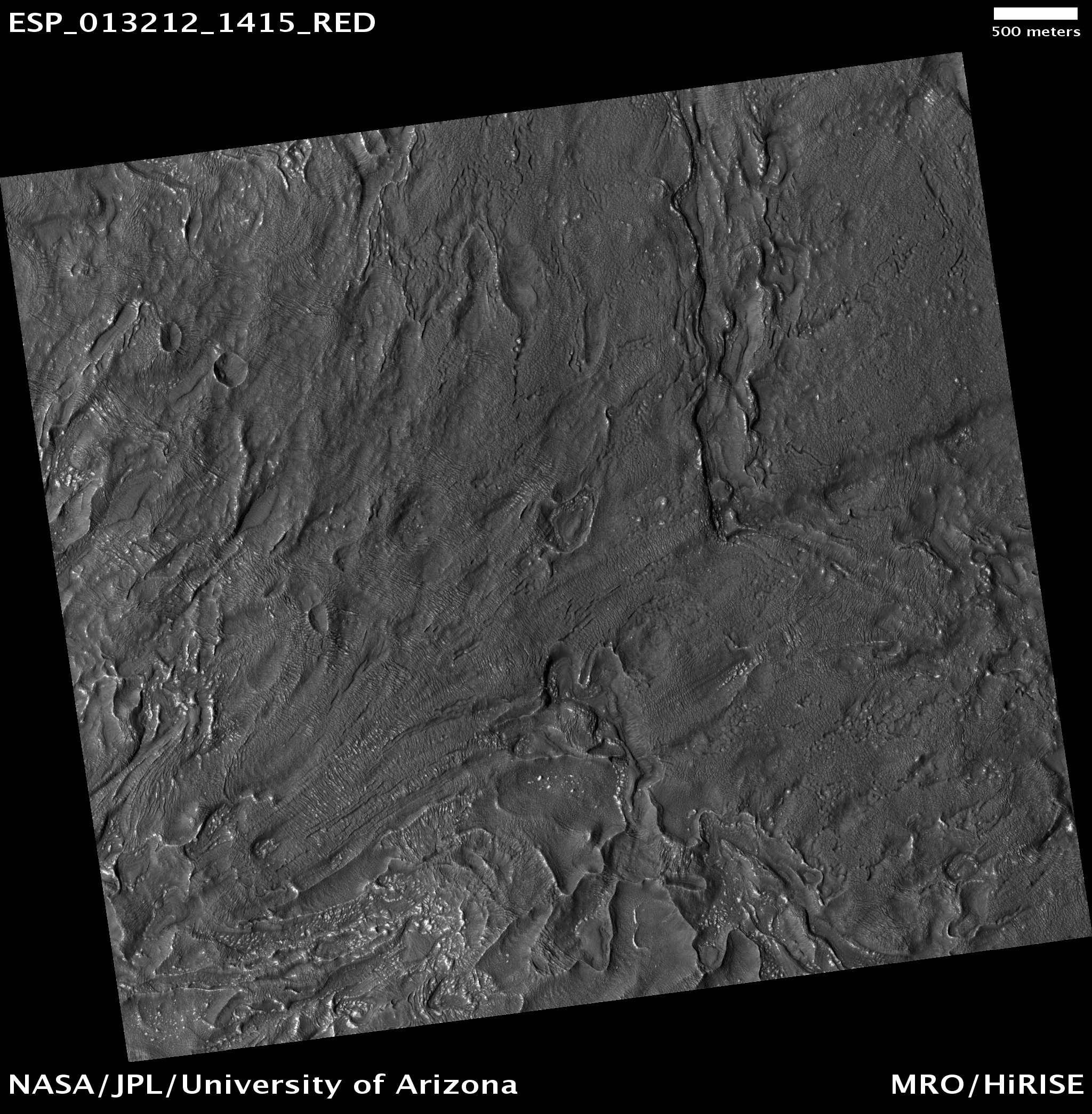
Terreno erodido próximo a Reull Vallis, visto pela HiRISE.
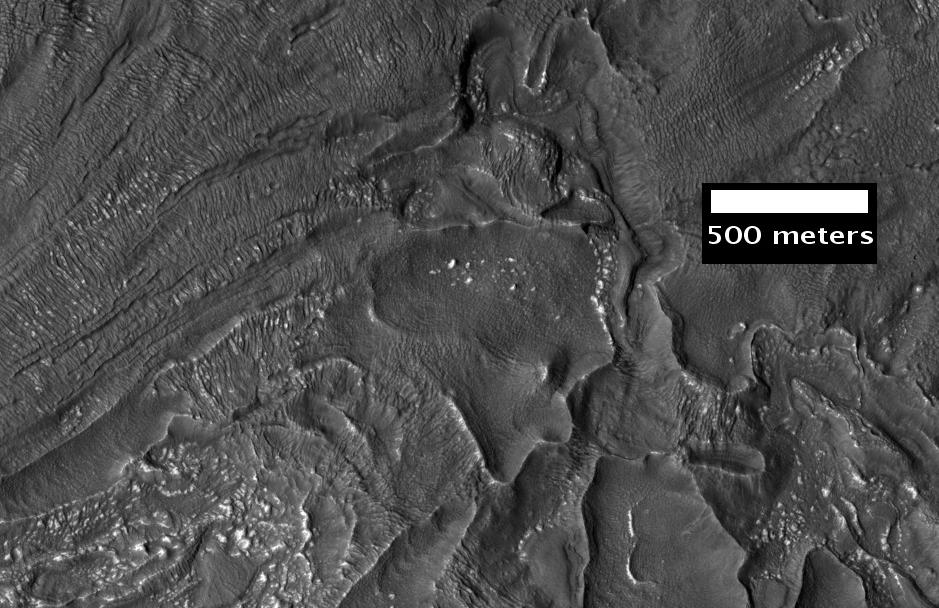
Imagem aproximada de um terreno erodido próximo a Reull Vallis, visto pela HiRISE.

## Lineated floor deposits
Os leitos de alguns canais apresentam tergos e ondulações que parecem correr ao redor de obstáculos; essas formações são chamadas lineated floor deposits (algo como "depósitos lineares nos leitos") ou lineated valley fill - LVF (sedimentos lineares do vale). Acredita-se que estas formações sejam ricas em gelo. Algumas  geleiras na Terra apresentam tais formações.  Os depósitos lineares nos leitos podem estar relacionados aos lobate debris aprons.   Às vezes os depósitos lineares nos leitos exbem padrões em "V" que fornecem evidências ainda maiores para o seu movimento.